# 2000 في بلغاريا
فيما يلي قوائم الأحداث التي وقعت خلال عام 2000 في بلغاريا.

## رياضة
- 27 مايو – الدوري البلغاري الممتاز 2000-01 الفائز ليفسكي صوفيا.

## مواليد

### يناير
- 1 يناير – فيوليتا جي. إيفانوفا عالمة فلكة بلغارية.
- 1 يناير – مارغريتا مارينوفا

## وفيات

### أبريل
- 3 أبريل – ميلكو بوبوتسوف (مواليد 1931) لاعب شطرنج بلغاري.
- 11 أبريل – ماريجا أتاناسوا (مواليد 1926) طيارة بلغارية.

### مايو
- 31 مايو – بيتار ملادينوف (مواليد 1936)

### سبتمبر
- 20 سبتمبر – ستانيسلاف ستراتييف (مواليد 1941) كاتب بلغاري.

### نوفمبر
- 2 نوفمبر – سيميون سيميونوف (مواليد 1946) لاعب كرة قدم بلغاري.
- 13 نوفمبر – مناحم أشكينازي (مواليد 1934) لاعب كرة قدم.